# Bárbaro Pompeiano
Bárbaro Pompeiano (em latim: Barbarus Pompeianus) foi um oficial romano do século IV, ativo durante o reinado de Constantino, o Grande (r. 306–337) e seus sucessores. É registrado em várias inscrições como consular da Campânia (consularis Campaniae), uma delas datável de 11 de novembro de 333. Sabe-se que era descendente Caio Gabírio Bárbaro Pompeiano, o procônsul da Ásia em 212/217, e portanto dos Gabírios de Venafro. Possivelmente era avô de Gabírio Bárbaro Pompeiano, procônsul da África.